# جوجيندر سينغ (سائق راليات)
جوجيندر سينغ (بالإنجليزية: Joginder Singh)‏ مواليد 09 فبراير 1932 في كينيا - الوفاة 20 أكتوبر 2013 في لندن، كان سائق راليات كيني بدأ مسيرته في سنة 1973. كان أول رالي له هو رالي سفاري 1973. تنافس في بطولة العالم للراليات. فاز بـ سباقي رالي. صعد على المنصة مرتان خلال مسيرته.

## سجل الفوز
| الرقم | الحدث      | الموسم                          |
| ----- | ---------- | ------------------------------- |
| 1     | رالي سفاري | بطولة العالم للراليات موسم 1974 |
| 2     | رالي سفاري | بطولة العالم للراليات موسم 1976 |

## روابط خارجية
- جوجيندر سينغ على موقع eWRC-results.com (الإنجليزية)